# جون إي. نيلسون (سياسي)
جون إي. نيلسون (بالإنجليزية: John E. Nelson)‏ هو محامي وسياسي أمريكي، ولد في 29 ديسمبر 1935 في جنيفا في الولايات المتحدة. حزبياً، نشط في الحزب الجمهوري.